# Potentilla indivisa
Potentilla indivisa är en rosväxtart som beskrevs av C. Kalkman. Potentilla indivisa ingår i Fingerörtssläktet som ingår i familjen rosväxter. Inga underarter finns listade i Catalogue of Life.